# Neocranaphis
Neocranaphis  (лат.) — род тлей из подсемейства Calaphidinae (Panaphidini,  Panaphidina). 2 вида. Южная и Восточная Азия (Индия, Тайвань). Длина 2,1—3,0 мм. Питаются на бамбуке (Bambusa; вид Neocranaphis bambusicola) и на Arundinaria (Pleioblastus) (вид Neocranaphis arundinariae). Первоначально виды рода были описаны в составе Shivaphis, но отличаются сетовидными эмподиальными волосками. Также близок к роду Phyllaphoides
.
- Neocranaphis arundinariae (Takahashi, R., 1940) — Тайвань
- Neocranaphis bambusicola (David, Rajasingh & Narayanan) — Индия